# Anny Cazenave
Anny Paulette Marguerite Cazenave (* 3. März 1944 in Draveil als Anny Boistay) ist eine französische Geophysikerin. Sie hat sich insbesondere um die Analyse von Satellitendaten zum Anstieg des Meeresspiegels verdient gemacht. Entsprechend ist sie Hauptautorin des Abschnitts Meeresspiegel im Vierten und Fünften Sachstandsberichts des Intergovernmental Panel on Climate Change (IPCC).

## Leben und Wirken
Anny Cazenave erwarb 1975 an der Universität Toulouse III einen Ph.D. in Geophysik.
Cazenave arbeitete am Centre spatial de Toulouse des CNES. 1996 bis 2007 war sie stellvertretende Direktorin am Laboratoire d’Etudes en Géophysique et Océanographie Spatiales des Centre national d’études spatiales (CNES) in Paris. Dort leitete sie bis 2009 die Abteilung für Weltraumgeophysik, Ozeanografie und Hydrologie. 2012/13 hatte sie eine Gastprofessur für Nachhaltige Entwicklung am Collège de France inne.
Cazenave ist seit 2013 am International Space Science Institute (ISSI) in Bern, hier ist sie (Stand 2020) Direktorin der Abteilung für Erdwissenschaften.
Cazenave gilt als Pionierin der Satellitengeodäsie, insbesondere war sie führend im französisch-amerikanischen TOPEX/Poseidon-Projekt. Sie konnte mit ihren strengen geophysikalischen Modellen wesentlich zu Fortschritten in folgenden Forschungsgebieten beitragen: innere Struktur der Erde, vorübergehende Veränderungen im Schwerefeld der Erde, Verteilung der flüssigen Hüllen der Erde, Entwicklung des Meeresspiegels, der Eis- und Landmassen durch den Klimawandel, Hydrologie der Kontinente. Sie konnte zeigen, dass der Anstieg des Meeresspiegels nach der Industrialisierung je etwa zur Hälfte durch Abschmelzen der Eismassen und durch die wärmebedingte Ausdehnung des Wassers verursacht wurde, ab etwa 2008 aber zum größeren Teil durch das Schmelzen von Gletschern und Polkappen.
Im Juni 2024 hatte Cazenave in der Datenbank Scopus 279 ihrer Veröffentlichungen gelistet und ihr h-Index lag dort bei 69.

## Auszeichnungen (Auswahl)
- 1979 Prix Paul Doistau-Émile Blutet der Académie des sciences
- Ordre National du Mérite: 1981 Ritter, 1997 Offizier, 2007 Kommandeur
- Legion d’Honneur: 2000 Ritter, 2010 Offizier
- 1991 Mitglied der Academia Europaea[6]
- 1999 Vening Meinesz Medal der European Geophysical Society[7]
- 2004 Mitglied der Académie des sciences[8]
- 2005 Arthur Holmes Medal der European Geosciences Union[3]
- 2008 Auswärtiges Mitglied der National Academy of Sciences[9]
- 2012 Foreign Fellow der Indian National Science Academy (INSA)[10]
- 2012 William Bowie Medal der American Geophysical Union[11]
- 2012 Fellow der American Association for the Advancement of Science
- 2014 Mitglied der Académie royale des Sciences, des Lettres et des Beaux-Arts de Belgique[12]
- 2018 BBVA Foundation Frontiers of Knowledge Awards[13]
- 2020 Vetlesen-Preis der Columbia University[4]
- 2021 Auswärtiges Mitglied der Royal Society